# حمدان الشمراني
حمدان الشمراني، لاعب كرة قدم سعودي، يلعب في نادي الاتفاق  .
مثل سابقاً النادي الأهلي والنادي الفيصلي وانتقل إلى نادي الإتحاد عام 2019 مقابل 10 ملايين ريال سعودي

## روابط خارجية
- حمدان الشمراني على موقع إي إس بي إن إف سي (الإنجليزية)
- حمدان الشمراني على موقع قاعدة بيانات كرة القدم.إي يو (الإنجليزية)
- حمدان الشمراني على موقع ناشيونال فوتبول تيمز (الإنجليزية)
- حمدان الشمراني على موقع Soccerway.com (الإنجليزية)
- حمدان الشمراني على موقع عالم كرة القدم.نت (الإنجليزية)